# Selene

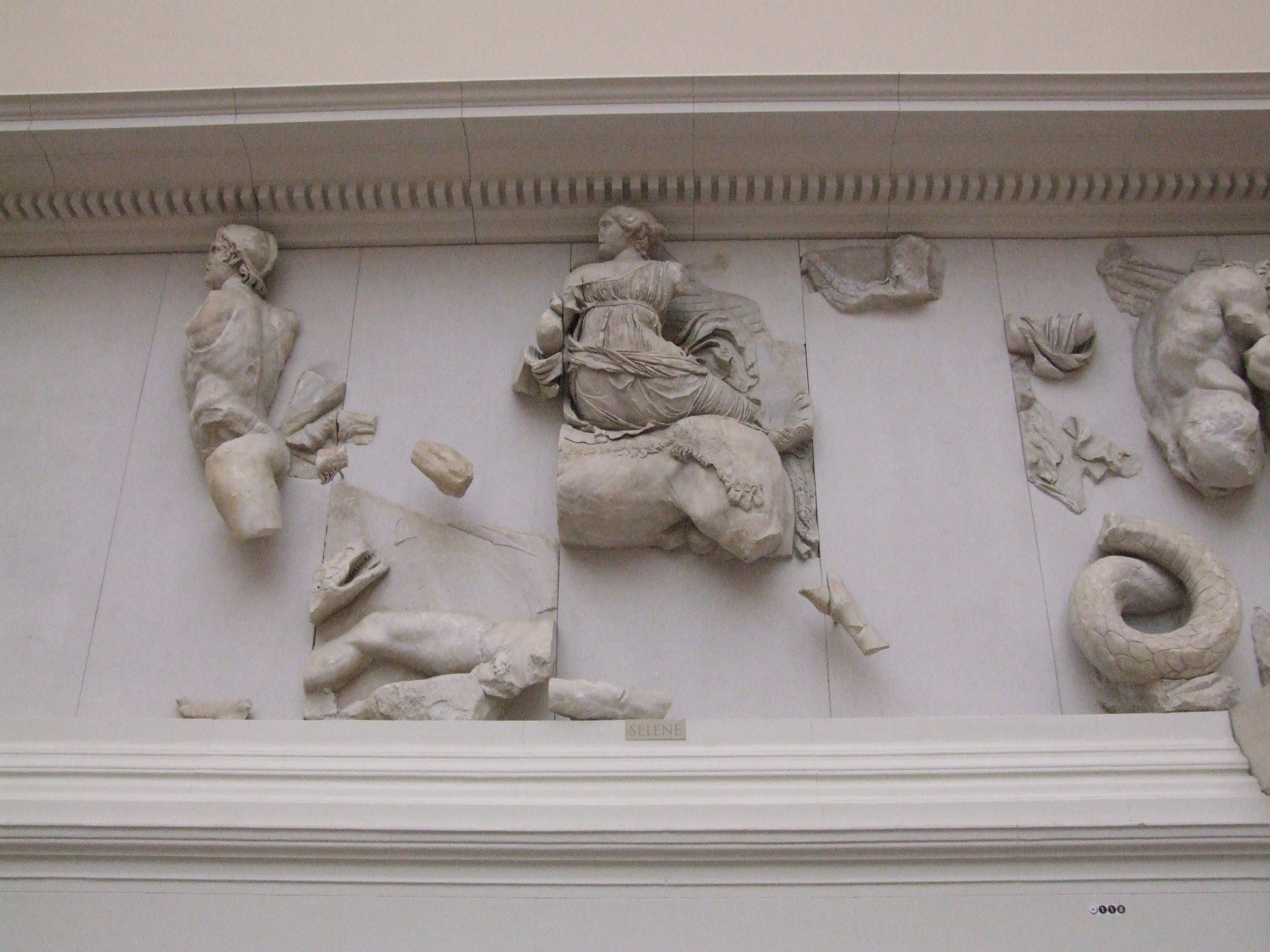
Selene (Museu de Pèrgam)

En la mitologia grega, Selene (en grec antic: Σελήνη) era una antiga deessa lunar, filla dels titans Hiperió i Teia. La seva equivalent en la mitologia romana era la deessa Luna, qui tenia un temple al mont Aventí construït el segle vi aC, que fou destruït en el gran incendi de Roma en temps de Neró.
El paper de la deessa lunar és principal. Si el nom és grec, està connectat amb selas (llum). Selene acabà essent reemplaçada per Àrtemis, així que els escriptors posteriors la descrivien com una filla de Zeus o de Pal·las. En l'himne homèric a Hermes, amb la seva patrilinealitat característicament insistent, és la «brillant Selene, filla de Pal·las, fill de Megamedes».
En la genealogia divina tradicional, Hèlios és el seu germà: després que ell acabés el seu viatge pel cel, Selene comença el seu quan la nit cau sobre la terra. Llur germana, Eos, és la deessa de l'alba, qui també va tenir un amant humà: Cèfal.

## Endimió
Apol·loni de Rodes narra com va estimar un formós pastor de Cària (o en la versió de Pausànies, un rei d'Elis, o un caçador) anomenat Endimió. Narra la llegenda que Selene veié Endimió adormit en una cova del mont Lamos, prop de Milet, on s'havia refugiat per descansar, i ambdós s'enamoraren. Selene va demanar a Zeus que concedís a Endimió la vida eterna perquè així poguessin estar sempre junts. Endimió, d'altra banda, va prendre la decisió de dormir en un somni perpetu, i només es despertaria per estar amb Selene.
Cada nit, Selene baixava a la cova del mont Lamos per visitar el seu amant adormit. D'aquest amor nasqueren cinquanta filles, i en diverses versions, també Naxo, l'heroi de l'illa de Naxos. El santuari d'Endimió al vessant sud d'Heracleia és una cambra amb forma de ferradura, un vestíbul d'entrada i un pati amb columnes.

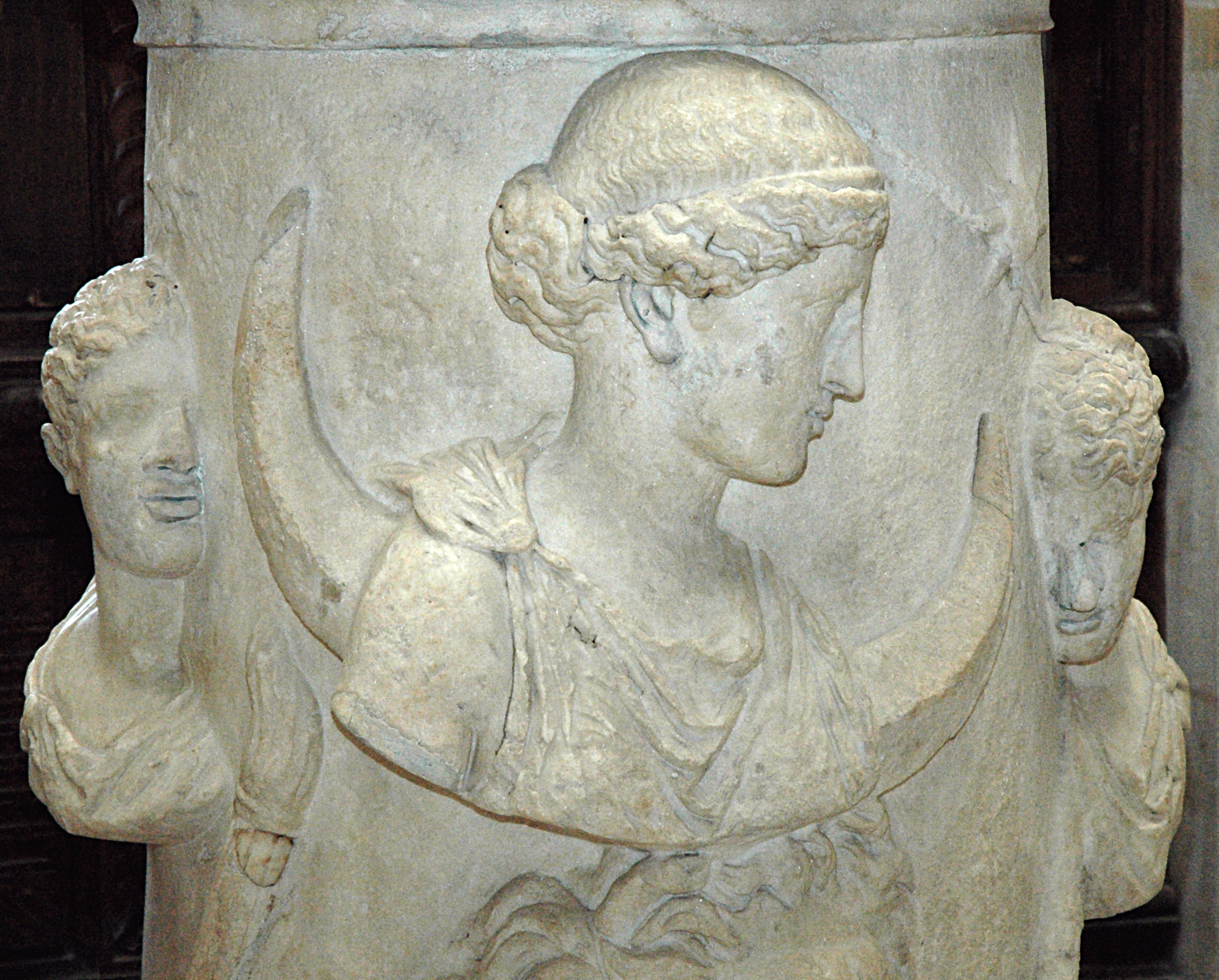
La deessa Selene acompanyada pels Dioscurs, o Fòsfor (l'estel de l'alba) i Hèsper (l'estel del vespre). Altar de marbre romà,, procedent d'Itàlia.